# Девчонка с буксира
«Девчонка с буксира» — короткометражный художественный фильм режиссёра Марка Толмачёва 1965 года.

## Сюжет
Лирическая киноновелла о любви.
Девушка Линка собирается выйти замуж. Свадьба организуется на буксире, на котором она работает матросом. Но её бросает жених. Расстроенную Линку утешает проходивший мимо матрос. Вместе они идут на буксир, где матроса принимают за жениха…

## В ролях
- Ира Савченко — Линка, матрос
- Станислав Чекан — Сан Саныч, боцман
- Анатолий Иванов
- Марк Толмачёв
- Евгений Третьяков
- Михаил Абрамов
- Игорь Максимов
- А. Кузьмин [1]

## Съёмочная группа
- Режиссёр: Марк Толмачёв
- Сценарист: Николай Гибу
- Операторы: Фаина Фельдман, Николай Ильчук
- Композитор: Юрий Буцко
- Художник: Сергей Жаров
- Звукооператор: Владимир Курганский
- Редактор: И. Воробьёв
- Монтаж: Т. Рымарёва
- Костюмы: Н. Акимова
- Ассистент оператора: А. Тафель
- Директор картины: Э. Хмель

В съёмках принимала участие команда буксира «Кереть»